# Derius Davis
Derius Davis (Saint Francisville, Luisiana; 11 de septiembre de 2000) es un jugador profesional estadounidense de fútbol americano, se desempeña en la posición de wide receiver en Los Angeles Chargers, en la National Football League (NFL).

## Carrera
Hizo su debut profesional con el equipo Los Angeles Chargers, lleva jugando una temporada, comenzó en el 2023.